# Кузяєва Галина Матвіївна
Кузяєва Галина Матвіївна (18 серпня 1954, Коломия, Станіславська область — 29 листопада 2021, Дніпро) — українська співачка (ліричне сопрано) та педагог, заслужена артистка України (1998), лауреат Міжнародного конкурсу вокалістів ім. Вінченцо Белліні, художній керівник Дніпропетровської обласної філармонії.

## Життєпис
Народилася 18 серпня 1954 року у місті Коломия, нині Івано-Франківської області.
1974 р. — випускниця Сімферопольського музичного училища по класу фортепіано (клас викладача В. О. Теплова);
1979 р. — випускниця Львівської консерваторії ім. М. В. Лисенка по класу фортепіано (клас Заслуженого артиста України О. Р. Криштальського);
1979—1980 рр. — викладач-концертмейстер у Львівській консерваторії ім. М.В. Лисенка в класі Народного артиста СРСР П. П. Кармелюка;
1980—1983 рр. — навчання у Київській консерваторії ім. П. І. Чайковського, клас вокалу професора, Народної артистки СРСР Єлизавети Чавдар;
з 1985 року — солістка Дніпровського Будинку органної та камерної музики, викладач Дніпровського музичного училища ім. М. І. Глінки;
з 1995 року — художній керівник Дніпровської обласної філармонії;
з 1997 року — солістка симфонічного оркестру Дніпровської обласної філармонії, співала з такими диригентами як Г. Карапетян (м. Дніпро), М. Шпак (м. Дніпро), С. Іньков (м. Санкт-Петербург), С. Голубничий (м. Київ), А. Власенко (м. Київ), Н. Пономарчук (м. Київ, м. Дніпро).
Померла 29 листопада 2021 року в одній з лікарень Дніпра у 67-річному віці від ускладнень, викликаних коронавірусним захворюванням COVID-19.
У квітні 2023 року в дніпровському видавництві «Ліра» вийшла книга театрознавця Андрія Тулянцева «Галина Кузяєва. Солоспів», присвячена творчості співачки.